# Samut Sakhon
Samut Sakhon (en tailandés: สมุทรสาคร) es una ciudad en Tailandia, capital de la provincia de Samut Sakhon. Es una parada en el Ferrocarril Maeklong. Samut Sakhon se encuentra a 48  kilómetros de Bangkok. Es parte de la Región Metropolitana de Bangkok.

## Nombre
Samut Sakhon se llamaba anteriormente Tha Chin (muelle chino) probablemente porque, en los viejos tiempos, había sido un puerto comercial para una gran cantidad de juncos chinos. En 1548, se estableció una ciudad llamada Sakhon Buri en la desembocadura del río Tha Chin. Fue un centro de reclutamiento de tropas de varios pueblos costeros. El nombre de la ciudad se cambió a Mahachai cuando se excavó el Klong (canal) Mahachai en 1704 para conectar el río Tha Chin con la ciudad. Más tarde, la ciudad pasó a llamarse Samut Sakhon por el rey Rama IV, pero sus residentes todavía la llaman popularmente Mahachai.